# Єрмаченко Петро Семенович
Петро Семенович Єрмаченко (нар. 25 травня 1925, село Новоборовиці, тепер Довжанського району Луганської області — ?) — український радянський діяч, керуючий тресту «Краснолучвугілля» Луганської області. Депутат Верховної Ради УРСР 7-го скликання.

## Біографія
Народився у селянській родині. Трудову діяльність розпочав у 1941 році електрослюсарем шахти № 15 тресту «Фрунзевугілля». У 1943 році був курсантом Чкаловської авіаційної школи.
У 1948 році закінчив Ворошиловградський гірничий технікум.
Член ВКП(б) з 1948 року.
У 1948—1950 роках — інженер в апараті комбінату «Ворошиловградвугілля» Ворошиловградської області.
У 1950—1951 роках — інструктор Ворошиловградського обласного комітету КП(б)У.
У 1951—1954 роках — слухач Вищих інженерних курсів при Новочеркаському політехнічному інституті; слухач Вищих інженерних курсів при Донецькому індустріальному інституті.
У 1954 році — начальник шахти у Ворошиловградській області.
У 1954—1956 роках — секретар Кадіївського міського комітету КПУ Ворошиловградської області.
У 1956—1957 роках — головний інженер тресту «Кіроввугілля» Ворошиловградської області.
У 1957—1961 роках — керуючий тресту «Кіроввугілля» Ворошиловградської (Луганської) області.
У 1961 — після 1968 року — керуючий тресту «Краснолучвугілля» Луганської області.
У 1971—1974 роках — начальник комбінату «Свердловантрацит» Ворошиловградської області.
Потім — керуючий тресту «Первомайськвугілля» Ворошиловградської області; начальник гірничого округу Держгіртехнагляду; заступник керуючого тресту «Ворошиловградшахтопрохідка».
Потім — на пенсії у місті Луганську Луганської області.

## Нагороди
- орден Леніна
- ордени
- медалі